# Scottish Qualifying Cup

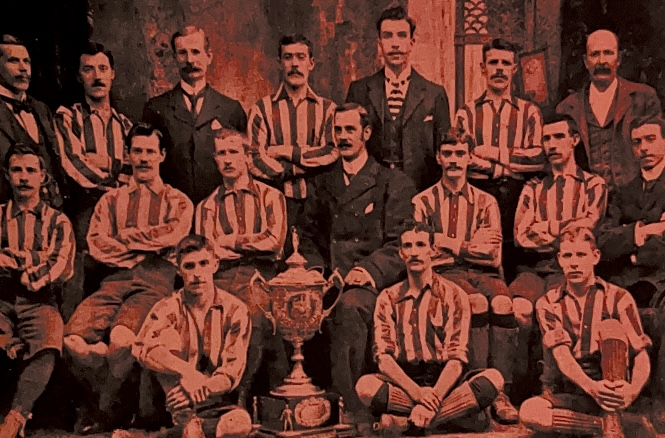

La Scottish Qualifying Cup est une ancienne compétition de football écossaise, jouée de 1895 à 2007. Elle permettait aux clubs membres de la Fédération écossaise de football qui n'étaient ni membres de la Scottish Premier League ni de la Scottish Football League de participer à la Coupe d'Écosse de football.
En effet, seuls les clubs membres des quatre plus hautes divisions écossaises (et donc, à ce titre, membres soit de la Scottish Premier League soit de la Scottish Football League) étaient automatiquement qualifiés pour la Coupe d'Écosse. Les autres clubs, correspondant donc à des niveaux amateurs et plus rarement semi-professionnels, devaient d'abord jouer cette coupe de qualification entre eux.

## Histoire
Créée en 1895 pour obtenir un nombre de clubs adapté à la tenue de la Coupe d'Écosse, elle s'est jouée sur un format national, même si les tirages au sort étaient souvent faits sur des bases géographiques, pour éviter de trop longs déplacements à des petits clubs peu fortunés. 
Officialisant cet usage, deux zones géographiques (Nord et Sud) furent introduites à partir de la saison 1931-32. Une troisième zone (Midlands) fut même utilisée en 1946-47 et 1947-48. 
De la saison 1954-55 à la saison 1956-57, la compétition ne fut pas jouée ; tous les clubs furent autorisés à participer directement à la Coupe d'Écosse lors de ces trois éditions.

## Format de la compétition
Dans son fonctionnement final, la Scottish Qualifying Cup était en fait divisé en deux coupes séparées, correspondant à des zones géographiques : la Qualifying Cup (North) et la Qualifying Cup (South). Ces deux sous-coupes étaient jouées selon un format à élimination directe sur un simple match (l'équipe tirée au sort en premier jouant à domicile). Si la rencontre se terminait par un match nul, le match se rejouait sur le terrain de l'autre équipe. Si, au bout de la deuxième rencontre, les deux équipes ne s'étaient toujours pas départagées, des prolongations (et éventuellement une séance de tirs au but) étaient jouées.
Les équipes qui atteignaient les demi-finales de chacune des deux coupes étaient qualifiées pour la Coupe d'Écosse, soit un total de huit équipes.
Les équipes des dernières éditions provenaient :
- pour la zone Nord, de la Highland Football League et minoritairement de la North Caledonian Football League (en)
- pour la zone Sud, de l'East of Scotland Football League, de la South of Scotland Football League et minoritairement da la Kingdom Caledonian Football League (en) et de la Caledonian Amateur Football League (en)

## Palmarès
| Club                        | Victoires | Finales perdues |
| --------------------------- | --------- | --------------- |
| Caledonian (en)             | 14        | 6               |
| Gala Fairydean Rovers (en)  | 11        | 4               |
| Elgin City                  | 8         | 7               |
| Vale of Leithen (en)        | 5         | 7               |
| Clachnacuddin (en)          | 5         | 6               |
| Peterhead                   | 5         | 6               |
| Leith Athletic              | 5         | 0               |
| Whitehill Welfare F.C. (en) | 4         | 5               |
| Inverness Thistle           | 4         | 4               |
| Duns                        | 4         | 3               |
| Beith                       | 4         | 1               |
| Buckie Thistle (en)         | 3         | 4               |
| Keith (en)                  | 3         | 3               |
| Bathgate                    | 3         | 1               |
| Eyemouth United (en)        | 3         | 1               |
| Selkirk (en)                | 3         | 0               |
| East Stirlingshire          | 2         | 5               |
| Galston                     | 2         | 2               |
| Spartans (en)               | 2         | 2               |
| Huntly (en)                 | 2         | 2               |
| Stenhousemuir               | 2         | 1               |
| St Bernard's                | 2         | 1               |
| Penicuik Athletic (en)      | 2         | 1               |
| Montrose                    | 2         | 1               |
| Glasgow University (en)     | 2         | 1               |
| Hawick Royal Albert         | 2         | 1               |
| Royal Albert                | 2         | 0               |
| St. Cuthbert Wanderers (en) | 1         | 8               |
| Fraserburgh (en)            | 1         | 6               |
| Ross County                 | 1         | 5               |
| Peebles Rovers              | 1         | 4               |
| Brechin City                | 1         | 3               |
| Motherwell                  | 1         | 2               |
| Arbroath                    | 1         | 2               |
| Stranraer                   | 1         | 2               |
| Nairn County (en)           | 1         | 2               |
| Tarff Rovers (en)           | 1         | 2               |
| Cove Rangers                | 1         | 2               |
| Raith Rovers                | 1         | 1               |
| Albion Rovers               | 1         | 1               |
| Mid-Annandale               | 1         | 1               |
| Murrayfield Amateurs        | 1         | 1               |
| Rosyth Dockyard Recreation  | 1         | 1               |
| Murrayfield Amateurs        | 1         | 1               |
| Forres Mechanics (en)       | 1         | 1               |
| Annbank United (en)         | 1         | 0               |
| Kilmarnock                  | 1         | 0               |
| Port Glasgow Athletic       | 1         | 0               |
| Aberdeen                    | 1         | 0               |
| Vale of Leven               | 1         | 0               |
| Dunfermline Athletic        | 1         | 0               |
| Abercorn                    | 1         | 0               |
| East Fife                   | 1         | 0               |
| Queen of the South          | 1         | 0               |
| Inverness Citadel (en)      | 1         | 0               |
| Vale OCOBA                  | 1         | 0               |
| Edinburgh City              | 1         | 0               |
| Forfar Athletic             | 1         | 0               |
| Berwick Rangers             | 1         | 0               |
| Wigtown (en)                | 1         | 0               |
| Deveronvale (en)            | 1         | 0               |
| Edinburgh University        | 1         | 0               |
| Ferranti Thistle            | 1         | 0               |
| Brora Rangers (en)          | 1         | 0               |